# Naoko Hashimoto
Naoko Hashimoto (jap. 橋本直子  Hashimoto Naoko; ur. 11 lipca 1984 w Okayamie) – japońska siatkarka, grająca na pozycji rozgrywającej. Od sezonu 2020/2021 występuje we włoskiej Serie A, w drużynie Il Bisonte Firenze.

## Sukcesy klubowe
Mistrzostwo Japonii:
- 2007
- 2006, 2009, 2016
- 2004, 2008

Puchar Kurowashiki:
- 2006, 2007, 2012

Klubowe Mistrzostwa Azji:
- 2007

Puchar Cesarza:
- 2009

Puchar Szwecji:
- 2010, 2011

Mistrzostwa NEVZA:
- 2010, 2011

Mistrzostwo Szwecji:
- 2010, 2011

Puchar Szwajcarii:
- 2013

Mistrzostwo Szwajcarii:
- 2013

Mistrzostwo Tajlandii:
- 2015[6]

Mistrzostwo Rumunii:
- 2018
- 2019, 2020

Puchar Rumunii:
- 2018

## Sukcesy reprezentacyjne
Mistrzostwa Azji:
- 2013